# 綦连姓
綦連姓為漢字複姓，據《北史》綦連猛傳記載，綦連姓源自姬姓，戰國時期末年，避亂出塞至祁連山（古稱「祈連」），逐以祈連為氏，後因言語誤傳成「綦連」姓。

## 人物

### 古代
- 綦連猛：南北朝北齊定州刺史。

### 現代
- 綦连安：曾任中国水利经济研究会理事长、中华人民共和国水利部副部长。
- 綦连荣：中国硬笔书法家。

## 延伸阅读
[在维基数据编辑]
 《欽定古今圖書集成·明倫彙編·氏族典·綦連姓部》，出自陈梦雷《古今圖書集成》